# 东田中站 (爱知县)
东田中站（日语：／ Higashi-Tanaka eki */?）是位于日本爱知县小牧市，为桃花台新交通株式会社运营的桃花台线的一个高架车站。

## 车站结构
车站位于日本155号国道中间，车站为岛式站台1面2线高架车站，车站无人值守但有闸机，全站安装屏蔽门，车站未安装自动扶梯和电梯。

## 历史
- 1991年3月25日 - 启用
- 2006年10月1日 - 停用

## 车站图片

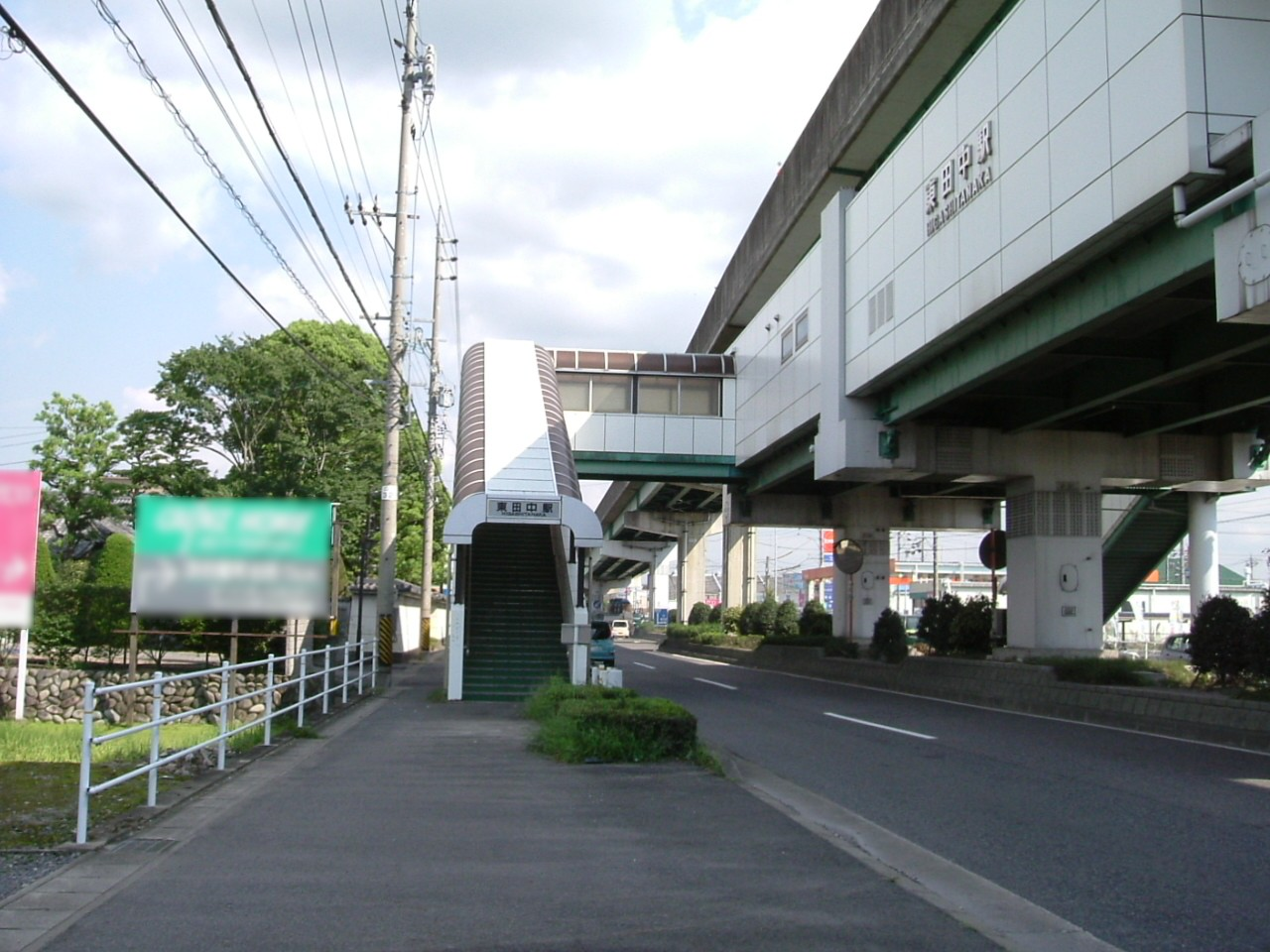
本站北出入口
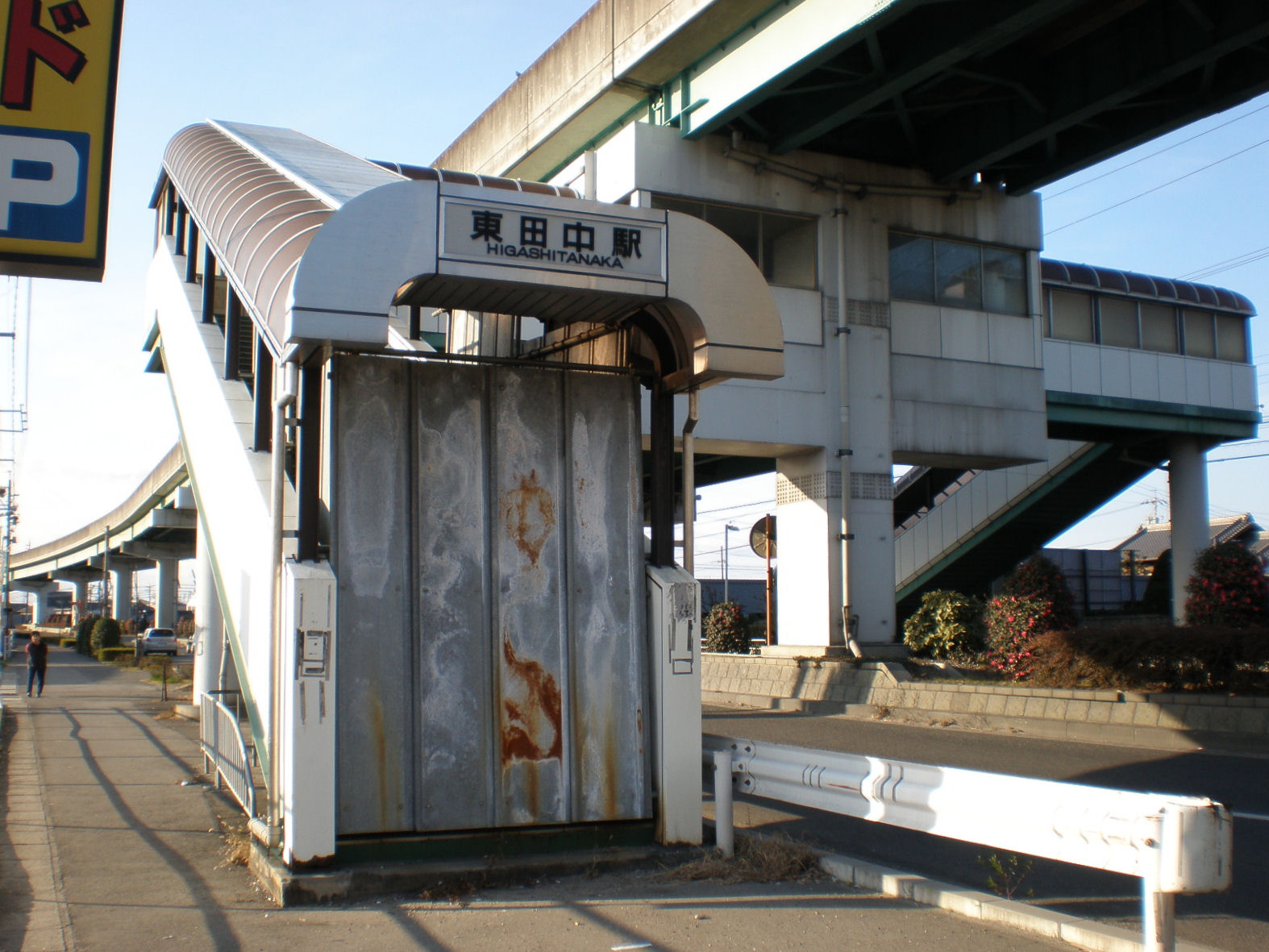
本站南出入口（停用后拍摄）